# Лиана (фильм)
«Лиана» (англ. Lianna) — художественный фильм 1983 года производства США, эротическая драма, снятая режиссёром Джоном Сэйлзом.
Главные роли в этом фильме исполнили Линда Гриффитс, Джейн Хэллэрен, Джон Де Врис, Джо Хендерсон, Джессика Мак Дональд и Джесс Соломон. Сам режиссёр тоже снялся в фильме. Премьера фильма состоялась 18 января 1983 года в США.

## Сюжет
Замужняя женщина, у которой в браке уже двое детей, бросает своего мужа, которого она не любит. Свою же любовь Лиана находит с другой женщиной Рут.

## Актёрский состав
| В ролях              |  | Персонаж |
| -------------------- |  | -------- |
| Линда Гриффитс       |  | Лиана    |
| Джейн Хэллэрен       |  | Рут      |
| Джон Де Врис         |  | Дик      |
| Джо Хендерсон        |  | Сэнди    |
| Джессика Мак Дональд |  | Теда     |
| Джесс Соломон        |  | Спенсер  |
| Джон Сэйлес          |  | Джерри   |

| В ролях               |  | Персонаж       |
| --------------------- |  | -------------- |
| Стефен Мендилло       |  | Боб            |
| Бетси Джулия Робинсон |  | Синди          |
| Мэгги Ренци           |  | Шейла          |
| Нэнси Мэтт            |  | Ким            |
| Мэделин Колемэн       |  | миссис Хэннеси |
| Нэнси Элизабет Кэммер |  | Лиз            |
| Рочелл Оливер         |  | Бетти          |